# Sjartasjmeer
Het Sjartasjmeer (Russisch: озеро Шарташ; [ozero Sjartasj]) is een meer in het stadsdistrict Kirovski in het noordoosten van de Russische stad Jekaterinenburg in de Centrale Oeral. Het meer heeft een wateroppervlakte van 6,9 km² en een stroomgebied van 41 km². Het stroomgebied ligt in de waterscheiding tussen de rivieren Iset in het zuiden en Pysjma in het noorden. De omtrek is ongeveer 12,1 kilometer, de maximale lengte is 3,8 kilometer en de maximale breedte 2,8 kilometer. De diepte is gemiddeld 3 meter en maximaal 4 meter.
Het meer ligt op 273 meter boven zeeniveau en heeft geen open verbindingen met andere waterlopen maar wordt daar wel mee verbonden middels een pijpenstelsel. Al in de 18e eeuw werden verbindingen aangelegd naar de goudmijnen van Berjozovski, waardoor het water tevens werd vervuild en de wateroppervlakte daalde met de helft. Het meer dreigde uit te drogen en er ontstonden ziekten onder de bevolking. In de Sovjettijd werd besloten het meer te reguleren en het water te gaan gebruiken voor de drinkwatervoorziening, waarna een herstelproces begon. De visstand verbeterde daarbij en ook de karper werd succesvol geïntroduceerd.
Het meer is ontstaan als gevolg van tektonische beweging in van de aardkorst en werd opgevuld met water tijdens het Kwartair. Oorspronkelijk lag het waterniveau veel hoger, wat valt terug te zien aan de achtergebleven afzettingen. Aan de noordzijde van het meer ligt het dorpje Sjartasj (of Sjartasjki), een van de oudere nederzettingen ten oosten van de Oeral (1672), aan de noordoostzijde het dorpje Izoplit en aan de zuidzijde het dorpje Peski. In 2007 kwamen de inwoners van Peski in het nieuws toen ze een illegale afwatering hadden gemaakt, waardoor het waterpeil van het meer begon te zakken. Ze hadden dit gedaan omdat ze dachten dat het meer verantwoordelijk was voor wateroverlast in hun kelders, hetgeen echter door hoger grondwaterstanden werd veroorzaakt.
Het meer stond bekend om de uitbundigheid van vis en was in de tijd van de Sovjet-Unie een populaire recreatieplaats met datsjas, pionierkampen en andere voorzieningen. Er werd echter ook veel vuil in het meer geloosd waardoor het zwaar vervuild raakte. Verscheidene malen dreigde het meer te verdwijnen. In de jaren 80 en 90 werd gewerkt aan verbetering van het meer en werd een bospark bij het meer ingesteld. In de laatste jaren is het recreatiegebruik echter toegenomen en is een groot deel van het bos gekapt voor vakantiewoningen. Het meer is nog steeds vervuild en zal mogelijk binnen enkele decennia alsnog verdwijnen. Nabij het meer liggen de granietrotsen genaamd Kamennye palatki.

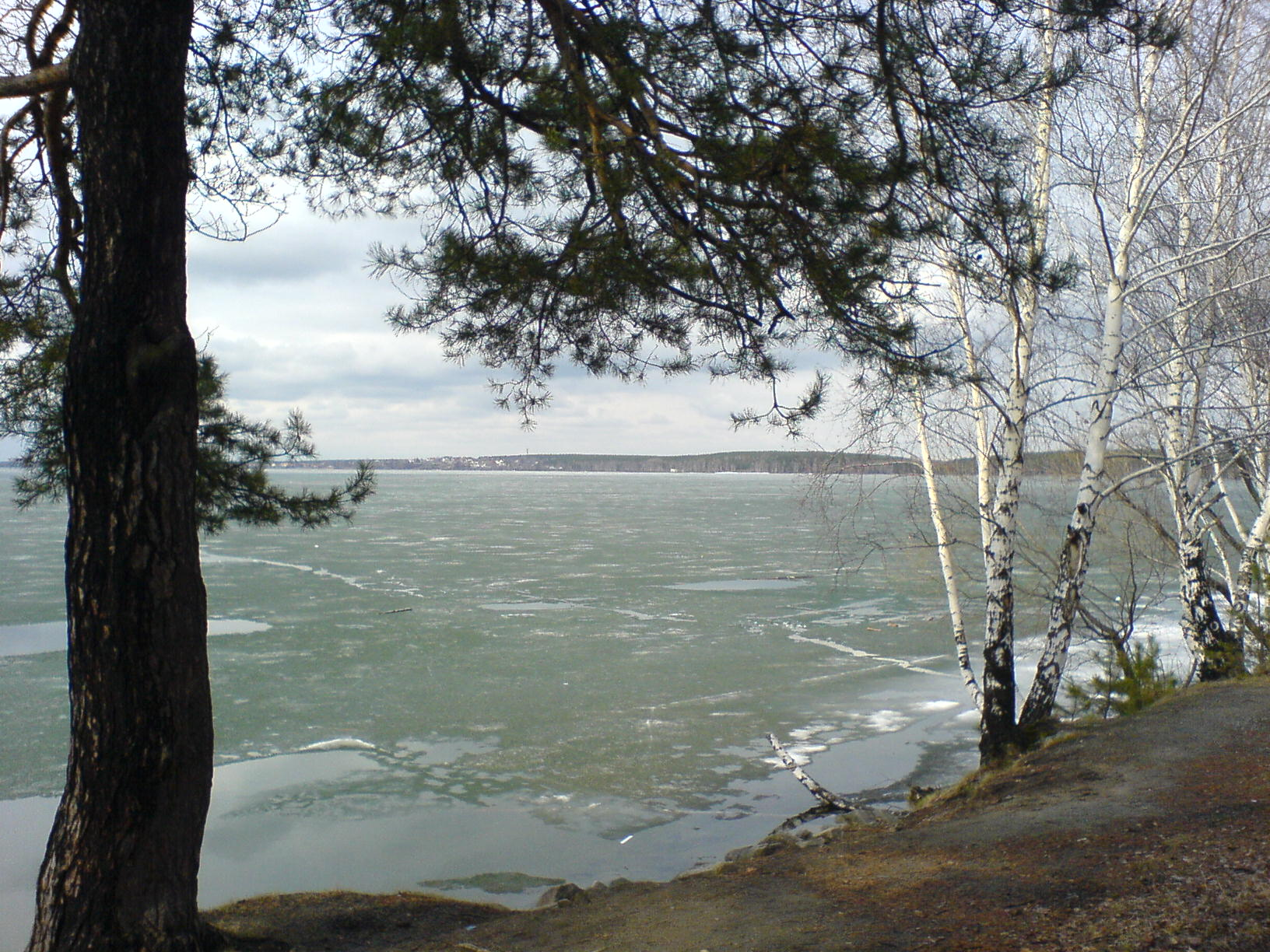
Sjartasjmeer vanaf de oever